# برادن لوپر
برادن لوپر (انگلیسی: Braden Looper؛ زادهٔ ۲۸ اکتبر ۱۹۷۴) بازیکن بیس‌بال اهل ایالات متحده آمریکا است.
از باشگاه‌هایی که در آن بازی کرده‌است می‌توان به سنت لوئیس کاردینالز اشاره کرد.
وی در مسابقات کشوری و بین‌المللی در مجموع برندهٔ ۱ مدال برنز شده‌است.